# Tapiku soo
Tapiku soo är ett träsk i centrala Estland. Det ligger vid byn Lahavere i Põltsamaa kommun i landskapet Jõgevamaa, 110 km sydost om huvudstaden Tallinn. Det ligger omkring 81 km över havet och avvattnas av Pikknurme jõgi.